# Sphecodes longulus
De Sphecodes longulus (tên tiếng Anh: kleine spitstandbloedbij) là một loài Hymenoptera trong họ Halictidae. Loài này được Hagens mô tả khoa học năm 1882.